# Джон Лори (връх)
Вижте пояснителната страница за други значения на Джон Лори.
Джон Лори (на английски: John Laurie) е връх в Скалистите планини с надморска височина 2240 m.
Разположен е в провинция Албърта, Канада, на 60 km западно от Калгари.
Наречен е на местния общественик Джон Лори, основател на Индианската асоциация на Алберта. Традиционното име на върха е Ямнуска.